# Guerlange
Guerlange (Luxemburgs: Gierleng) is een gehucht in de Belgische provincie Luxemburg. Het ligt in Athus, in de gemeente Aubange, vlak bij de Luxemburgse grens.

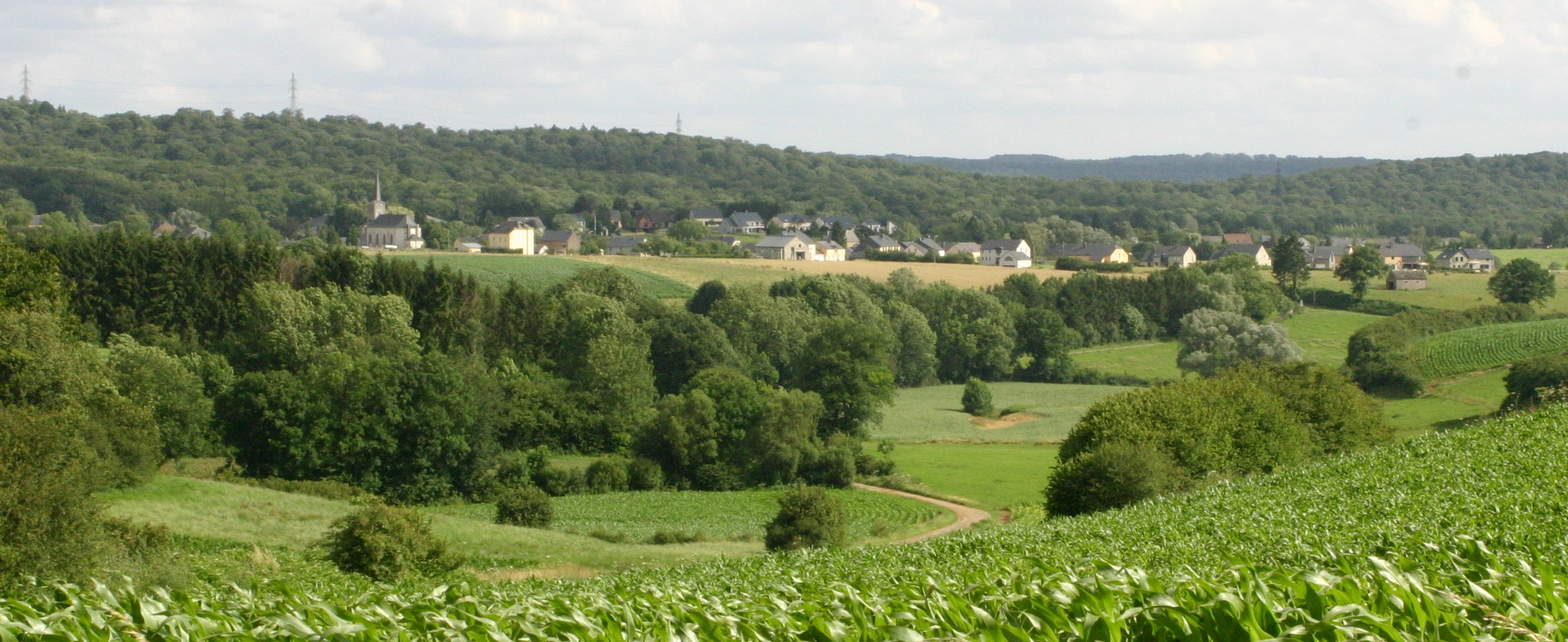
Guerlange en omgeving

## Bezienswaardigheden
- De Sint-Maartenskerk uit 1857

Deelgemeenten: Athus · Aubange · Halanzy · Rachecourt

Overige kernen: Aix-sur-Cloie · Battincourt · Guerlange

Belgische gemeenten · Arrondissement Aarlen · Luxemburg · Wallonië